# Niżnij Odies
Niżnij Odies – osiedle typu miejskiego w Rosji, w Republice Komi. W 2010 roku liczyło 9680 mieszkańców.